# Dalton Trumbo
James Dalton Trumbo (Montrose, 9 december 1905 – Los Angeles, 10 september 1976) was een Amerikaans scenarist en schrijver. In 1947 weigerde Trumbo te getuigen tijdens een hoorzitting van de House Committee on Un-American Activities (HUAC), dat toen communistische invloeden in de filmindustrie onderzocht. Daardoor belandde hij gedurende dertien jaar op de zwarte lijst van Hollywood. Tijdens die periode schreef hij scenario's onder een pseudoniem of werden andere schrijvers als dekmantel ingeschakeld. Op die manier won Trumbo in de jaren 50 twee Academy Awards. In 1960 kwam er een einde aan de zwarte lijst.

## Jeugd
Dalton Trumbo, die van Frans-Zwitserse afkomst was, werd geboren in Montrose in Colorado als de zoon van Orus Bonham Trumbo en Maud Tillery. In 1908 verhuisde het gezin naar Grand Junction. Hij studeerde aan de Grand Junction High School en was in die periode ook werkzaam als journalist voor de Grand Junction Daily Sentinel. Voor het dagblad schreef hij over rechtszaken, school, sterfgevallen en burgerorganisaties. Later studeerde hij twee jaar aan de Universiteit van Colorado in Boulder, waar hij meewerkte aan de Boulder Daily Camera, het humormagazine van de campus, het jaarboek en de campuskrant. Hij was lid van de studentenvereniging Delta Tau Delta.
Na het overlijden van zijn vader werkte hij negen jaar in een bakkerij in Los Angeles en schreef hij 88 korte verhalen en zes romans die nooit gepubliceerd werden.

## Carrière als scenarist
Begin jaren 30 werden enkele van zijn artikels en korte verhalen gepubliceerd in onder meer de The Saturday Evening Post, McCall's Magazine, Vanity Fair en Hollywood Spectator. In 1934 werd hij hoofdredacteur bij de Hollywood Spectator alvorens aan de slag te gaan bij de verhaalafdeling van Warner Brothers. In 1935 werd zijn eerste roman, Eclipse, uitgegeven. Het boek, dat geschreven werd in de stijl van het sociaal realisme, was gebaseerd op zijn jeugdjaren in Grand Junction, waar het werk als controversieel werd beschouwd.
Vanaf 1937 groeide Trumbo uit tot een van Hollywoods best betaalde scenaristen. Hij kreeg toen voor het schrijven van een filmscript ongeveer $ 4.000 per week, wat resulteerde in zo'n $ 80.000 per jaar. Voor het romantisch drama Kitty Foyle (1940) ontving hij begin jaren 40 een eerste Oscarnominatie. In 1939 won hij voor de antioorlogsroman Johnny Got His Gun een National Book Award. Het boek was geïnspireerd door een artikel over Eduard VIII die een bezoek bracht aan een Canadese soldaat die al zijn ledematen had verloren tijdens de Eerste Wereldoorlog. Datzelfde jaar huwde hij Cleo Fincher, met wie hij drie kinderen (Christopher, Melissa, Nikola) zou krijgen.
Reeds in de jaren 30 voelde Trumbo zich aangetrokken tot de Communistische Partij van de Verenigde Staten, hoewel hij zich pas in 1943 bij de partij aansloot. In 1941 schreef hij de roman The Remarkable Andrew, waarin op een gegeven moment de geest van gewezen president Andrew Jackson de Verenigde Staten waarschuwt om niet deel te nemen aan de Tweede Wereldoorlog. Deze scène uit het boek stemde overeen met het standpunt van de Amerikaanse communisten, die na het uitbreken van de Tweede Wereldoorlog in 1939 stelden dat Amerika beter niet deelnam aan de oorlog omwille van het niet-aanvalsverdrag tussen Duitsland en de USSR.
Na de invasie van de Sovjet-Unie door Duitsland in 1941 besloten Trumbo en zijn uitgever om de herdruk van Johnny Got His Gun uit te stellen tot het einde van de oorlog. Tijdens de oorlog ontving de schrijver brieven waarin individuen "joden aanklaagden" en Johnny Got His Gun gebruikten als argument om "meteen vrede te sluiten met Nazi-Duitsland". Trumbo gaf de namen van de briefschrijvers door aan de FBI. Later beklaagde hij dit, want de FBI maakte van de gelegenheid gebruik om zich niet in de brieven, maar wel in Trumbo's leven te verdiepen.
In 1946 schreef Trumbo een artikel getiteld "The Russian Menace" (De Russische Bedreiging) in Script Magazine waarin hij vanuit het perspectief van een Russische burger na de Tweede Wereldoorlog sprak. In het artikel kantte hij zich tegen het in de Verenigde Staten populaire standpunt dat Rusland een "rode bedreiging" vormde en argumenteerde hij dat het tegenovergestelde waar was; dat Amerika, met zijn militaire macht, een bedreiging voor Rusland vormde. Hij sloot het artikel af met ""If I were a Russian...I would be alarmed, and I would petition my government to take measures at once against what would seems an almost certain blow aimed at my existence. This is how it must appear in Russia today."
Trumbo schreef ook voor The Daily Worker, een communistische krant in de Verenigde Staten. Daarin besprak hij scenario's en romans – waaronder de boeken Sonnenfinsternis (1940) en De yogi en de volkscommissaris (1945) van Arthur Koestler – die dankzij de invloed van communisten in Hollywood niet verfilmd waren.

### Zwarte lijst

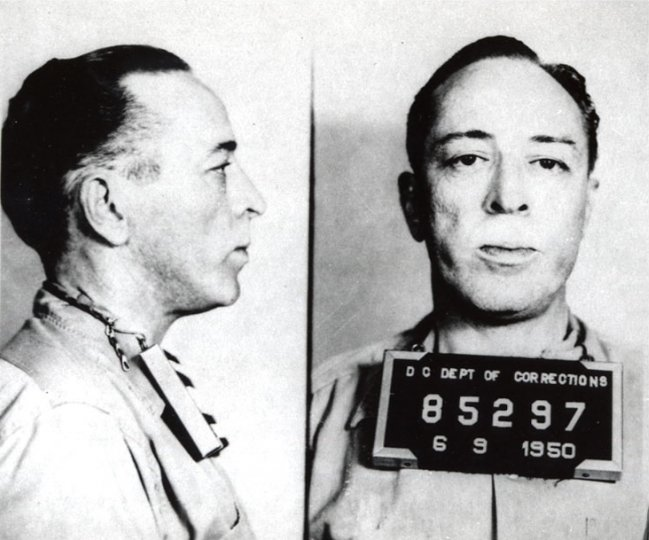
Trumbo na zijn veroordeling in 1950.

In oktober 1947 baseerde de House Committee on Un-American Activities (HUAC) zich op een lijst die in The Hollywood Reporter was gepubliceerd om enkele personen uit de filmindustrie te ondervragen in het kader van een onderzoek naar communistische propaganda in Amerikaanse speelfilms. Trumbo was een van de zogenaamde "Hollywood Ten" die opgeroepen werden. Hij en de negen anderen weigerden te getuigen. Nadat ze veroordeeld werden voor obstructie van het onderzoek werden ze door de studiobonzen in Hollywood ook op de zwarte lijst geplaatst. Als gevolg van de veroordeling zat Trumbo vanaf 1950 een celstraf van elf maanden uit in de gevangenis van Ashland. Nadat hij op de zwarte lijst was beland, besloten andere regisseurs en acteurs – waaronder Elia Kazan en Clifford Odets – wel te getuigen en namen van leden van de Communistische Partij te onthullen.
Na het uitzitten van zijn gevangenisstraf verkocht Trumbo zijn ranch en verhuisde hij samen met de Canadese scenarist Hugo Butler en diens echtgenote Jean Rouverol, die eveneens op de zwarte lijst stonden, naar Mexico-Stad. Tijdens zijn periode in Mexico schreef hij dertig scenario's onder een pseudoniem. In het geval van de film noir Gun Crazy (1950) werd de auteur van het boek waarop de film gebaseerd was, gebruikt als dekmantel. Pas in 1992 werd Trumbo erkend als scenarist van de film. In 1954 won het scenario van Roman Holiday (1953) een Academy Award. Hoewel Trumbo het scenario had geschreven, ging de prijs naar zijn collega en dekmantel Ian McLellan Hunter, die later zelf op de zwarte lijst terecht zou komen. Drie jaar later werd Trumbo's script voor The Brave One bekroond met een Academy Award. De prijs werd uitgereikt aan Robert Rich, het pseudoniem waaronder hij het scenario had geschreven. Robert Rich was de naam van de neef van Frank en Maurice King, de producenten van de film.
Vanaf 1960 verloor de zwarte lijst zijn invloed. Zo hoefde hij dankzij de steun van regisseur Otto Preminger geen pseudoniem of dekmantel te gebruiken voor het script van Exodus (1960). Nadien onthulde acteur Kirk Douglas dat Trumbo ook de scenarist was van Spartacus (1960), wat later beschouwd werd als het symbolisch einde van de zwarte lijst. Vervolgens werd Trumbo opnieuw opgenomen in de Writers Guild of America en kreeg hij eindelijk erkenning voor zijn scenario's. In 1971 verfilmde hij zijn eigen roman Johnny Got His Gun (1971).
In 1973 werkte hij mee aan het script voor de eerste verfilming van de roman Papillon van Henri Charrière.
In 1975 kreeg Trumbo zijn Oscar voor The Brave One. In 1993, zeventien jaar na zijn overlijden, mocht zijn echtgenote ook de Oscar voor Roman Holiday in ontvangst nemen.

## Dood
Op 10 september 1976 overleed Trumbo aan de gevolgen van een hartaanval. Hij schonk zijn lichaam aan de wetenschap. Zijn echtgenote Cleo overleed in 2009. Ze werd 93 jaar.

## In populaire cultuur
- In 2000 werd Trumbo vertolkt door Owen Brenman in het Brits-Spaanse One of the Hollywood Ten.
- In 2015 werd hij vertolkt door Bryan Cranston in de biopic Trumbo van regisseur Jay Roach.

## Prijzen

### Academy Award
- Best Writing, Screenplay – Kitty Foyle (1940) (genomineerd)
- Best Writing, Motion Picture Story – Roman Holiday (1953) (gewonnen)
- Best Writing, Motion Picture Story – The Brave One (1956) (gewonnen)

### Golden Globe
- Best Screenplay – The Fixer (1968) (genomineerd)

### Filmfestival van Cannes
- Gouden Palm – Johnny Got His Gun (1971) (genomineerd)
- Prix du Jury – Johnny Got His Gun (1971) (gewonnen)
- FIPRESCI Prijs – Johnny Got His Gun (1971) (gewonnen)

## Filmografie

### Als scenarist
| - Road Gang (1936) - Love Begins at Twenty (1936) - Tugboat Princess (1936) - La danseuse de San Diego (1937) - That Man's Here Again (1937) - Thoroughbreds Don't Cry (1937) - Everybody Sing (1938) - Paradise for Three (1938) - Fugutives for a Night (1938) - A Man to Remember (1938) - The Flying Irishman (1939) - Sorority House (1939) - The Kid from Kokomo (1939) - Five Came Back (1939) - Career (1939) - Heaven with a Barbed Wire Fence (1939) - The Lone Wolf Strikes (1940) - Half a Sinner (1940) - Curtain Call (1940) |  | - A Bill of Divorcement (1940) - We Who Are Young (1940) - Kitty Foyle (1940) - Accent on Love (1941) - You Belong to Me (1941) - The Remarkable Andrew (1942) - I Married a Witch (1942) - A Guy Named Joe (1943) - Tender Comrade (1943) - Thirty Seconds Over Tokyo (1944) - Jealousy (1945) - Our Vines Have Tender Grapes (1945) - The Gangster (1947) - Deadly Is the Female (1950) - Spoetnik XM (1950) - Gun Crazy (1950) - Emergency Wedding (1950) |  | - The Prowler (1951) - He Ran All the Way (1951) - Roman Holiday (1953) - They Were So Young (1954) - Carnival Story (1954) - Mannequins für Rio (1954) - The Court-Martial of Billy Mitchell (1955) - The Boss (1956) - The Brave One (1956) - The Brothers Rico (1957) - The Deerslayer (1957) - The Green-Eyed Blonde (1957) - Cowboy (1958) - Terror in a Texas Town (1958) - From the Earth to the Moon (1958) - Career (1959) - Spartacus (1960) |  | - Exodus (1960) - The Last Sunset (1961) - Lonely Are the Brave (1962) - The Sandpiper (1965) - Silahlar patlayinca (1966) - Hawaii (1966) - The Fixer (1968) - Johnny Got His Gun (1971) - The Horsemen (1971) - The Way We Were (1972) - Executive Action (1973) - Papillon (1973) - Always (1973) - Johnny Got His Gun (2008) |

### Als regisseur
- Johnny Got His Gun (1971)

### Als acteur
- The Prowler (1951) – John Gilvray (stem)
- Johnny Got His Gun (1971) – Verteller
- Papillon (1973) – Commandant